# Томислав Томашевич
Томислав Томашевич (хорв. Tomislav Tomašević МФА: [tǒmislaʋ tomǎːʃeʋitɕ]; нар. 13 січня 1982, Загреб) — хорватський політик, екоактивіст, політолог. Один із керівників місцевої політичної партії «Загреб — НАШ!» і загальнонаціональної партії «Можемо!». Депутат Загребської міської ради за результатами місцевих виборів 2017 року. Депутат хорватського парламенту, обраний на загальних виборах 2020 як лідер Зелено-лівої коаліції, ставши керівником її парламентської фракції. За результатами місцевих виборів 2021 року став 53-м міським головою Загреба, перемігши у другому турі Мирослава Шкоро.

## Життєпис
Народився в сім'ї Іванки та Сміляна Томашевичів у Загребі — столиці тодішньої Соціалістичної Республіки Хорватія, що входила до Соціалістичної Федеративної Республіки Югославія. Виростав разом із братом Тихомиром у столичній місцевості Запрудже, що в районі Новий Загреб-Схід, а пізніше в Запрешичі, після чого молода сім'я повернулася в Загреб. Його дід і баба по батькові були боснійськими хорватами з Видовиць поблизу Ораш'є, а його дядько Іво Томашевич — католицький священник і чільний діяч Єпископської конференції Боснії та Герцеговини.
Ще в 16-річному віці він як молодий захисник довкілля вступив у неурядову організацію «Зелена дія». Незабаром став першим заступником голови, а згодом і головою Мережі молоді Хорватії (хорв. Mreža mladih Hrvatske) — повноправного члена організації «Європейський молодіжний форум». Із 2007 по 2012 рік був головою «Зеленої дії», доки в червні 2012 його багаторічний заступник Бернард Івчич не змінив його на цій посаді.
2006 року закінчив факультет політичних наук Загребського університету, а 2013 року здобув післядипломну освіту з галузі довкілля, суспільства й розвитку у Кембриджському університеті. Одержав кілька відзнак і стипендій, у тому числі стипендію Маршалла, стипендію Шевенінга та Кембриджського фонду співдружності. Професійно працював у загребському Інституті політичної екології.
2010 року Томашевич очолив акції протесту проти будівництва торговельного центру на площі Петра Прерадовича з підземним гаражем на вулиці Варшавській у рамках ініціативи «Право на місто». Багатьох протестувальників тоді було затримано, зокрема і самого Томашевича та його батька.
У 2016 році одружився з Івою Мертич-Томашевич із вінчанням за католицьким обрядом.
На місцевих виборах 2017 року Томашевич балотувався на мера Загреба від коаліції, очолюваної політичною партією «Загреб — НАШ!», набравши 3,94 % голосів. Коаліція тоді виборола чотири місця в Загребській міській раді, одне з яких посів Томашевич, ставши запеклим критиком мера Мілана Бандича.
На парламентських виборах 2020 як очільник Зелено–лівої коаліції був обраний депутатом хорватського парламенту 10-го скликання. Його депутатський мандат діє з 22 липня 2020 року. Вже до кінця липня того року він вступив у чотири парламентські комітети: комітет із питань фізичного планування та будівництва, комітет із питань конституції, регламенту та політичної системи, комітет міжпарламентського співробітництва та Виконавчий комітет Національної групи Міжпарламентського союзу.
У лютому 2021 року Томашевич оголосив про висунення своєї кандидатури на посаду мера Загреба на місцевих виборах 2021. 29 квітня він подав до Державної виборчої комісії 20 236 підписів, зібраних на свою підтримку. Наступного дня ДВК підтвердила, що Томашевич і ще дев'ять кандидатів зібрали потрібну кількість підписів зареєстрованих виборців і таким чином визнавалися офіційними кандидатами на посаду мера. У першому турі виборів 16 травня Томашевич набрав 147 631 голосів (45,15 %), що поставило його на перше місце серед кандидатів у мери. Проте оскільки жоден кандидат не отримав абсолютної більшості голосів, 30 травня відбувся другий тур, куди разом із Томашевичем вийшов Мирослав Шкоро, який висувався від свого Вітчизняного руху. На цих виборах батько Томашевича Смілян був кандидатом у депутати до Загребської міської ради за списком Вітчизняного руху Мирослава Шкоро. У другому турі 30 травня Томашевич виборов посаду міського голови зі 199 630 голосами, або 63,87 % голосів. Його супротивник Шкоро набрав 106 300 або 34 % голосів. На цих виборах у кожному з двох турів Томашевич установив новий рекорд за кількістю голосів, одержаних кандидатом на посаду міського голови Загреба. Його результат у першому турі був приблизно на 1600 голосів більший, ніж у Мілана Бандича у 2009 році, а здобуток другого туру перевершив відповідний найкращий результат Бандича у 2013 році майже на 30 000 голосів.
Томашевич офіційно вступив на посаду мера 4 червня 2021 року.